# Super Nova
Super Nova je deveti studijski album ameriškega jazzovskega saksofonista Waynea Shorterja, ki je bil posnet in izdan leta 1969 pri založbi Blue Note Records. Album vsebuje pet novih avtorskih skladb Shorterja in priredbo skladbe »Dindi«, ki jo je ustvaril Antônio Carlos Jobim. Skladbe »Water Babies«, »Capricorn« in »Sweet Pea« so bile sprva posnete v bolj tradicionalnem jazzovskem nastavku leta 1967 med snemanjem Miles Davis Quinteta, posnetki pa so leta 1976 izšli na kompilacijskem albumu Water Babies. »Supernova«, »Swee-Pea«, »Water Babies« in »Capricorn« so bile posnete 29. avgusta, »Dindi« in »More Than Human« pa 2. septembra 1969.
Chick Corea je pri snemanju sodeloval kot bobnar in ne kot klaviaturist.

## Sprejem
Kritik Scott Yanow je album ocenil s 4 zvezdicami in v recenziji za portal AllMusic zapisal, da se skozi glasbo čuti vpliv zgodnjega Davisovega obdobja fusiona in da kot s Shorterjevimi najboljšimi albumi, album nagrajuje ponovna poslušanja.

## Seznam skladb
Avtor vseh skladb je Wayne Shorter, razen kjer je posebej napisano.
| Št. | Naslov                         | Dolžina |
| --- | ------------------------------ | ------- |
| 1.  | „Supernova‟                    | 4:52    |
| 2.  | „Swee-Pea‟                     | 4:36    |
| 3.  | „Dindi‟ (Antônio Carlos Jobim) | 9:35    |
| 4.  | „Water Babies‟                 | 4:53    |
| 5.  | „Capricorn‟                    | 7:47    |
| 6.  | „More Than Human‟              | 6:12    |

## Zasedba
- Wayne Shorter – sopranski saksofon
- John McLaughlin – akustična in električna kitara (1, 2, 4, 5)
- Sonny Sharrock – električna kitara
- Chick Corea – bobni, vibrafon
- Miroslav Vitouš – bas
- Jack DeJohnette – bobni, kalimba
- Airto Moreira – tolkala
- Walter Booker – akustična kitara (3)
- Maria Booker – vokal (3)
- Niels Jakobsen – claves